# 4号族
サラブレッドの血統、特にファミリーナンバーの概念においてレイトン・（ヴァイオレット）・バルブ・メア（Layton (Violet) Barb Mare、生没不詳（17世紀後半））の牝系（母系）子孫のことを4号族という。全サラブレッドの9%程度（1986-95年）を占めており、現在3番目に大きな勢力を持つ牝系である。
2号族と同じ牝馬に遡るという説もあるが、ミトコンドリアDNADループハプロタイプは一致しておらず、11, 13号族と共にB2系統に属している。B系統はアラブ種にやや多いハプロタイプである。代表馬にマッチェム、キンチェム、ロックサンド、マンノウォー、ネアルコ、アソールト、リボー、コジーンやドバイミレニアム、ホークビルなどポーテージの一族、トリプティクやトレヴなどマルガレーテンの一族。
日本関連では小岩井農場の基礎輸入牝馬の一頭であるプロポンチスがこの牝系に属し、他にはロジータとその一族、アイドリームドアドリーム一族（エアシャカール、エアメサイア、ベラジオオペラ）、クリアアンバー一族（アンバーシャダイ、サクラバクシンオー、イブキマイカグラ、アルフレード）、スカーレットインク一族（ヴァーミリアン、ブレイブスマッシュ、ダイワメジャー、ダイワスカーレット）、ロイコン一族（シンコウラブリイ、チェルヴィニア、ミュージアムマイル）、タイキシャトル、ジェニュイン、ポーテージ系のテイエムオペラオー、マルガレーテン系のフリオーソ、ディーマジェスティ、タワーオブロンドン等がいる。

## 牝系図（各分枝牝馬まで）
- Layton (Violet) Barb Mare -- F-No.4
  - Dodsworth Mare（Dodsworth）
    - Place's White Turk Mare（Place's White Turk）
      - Brimmer Mare（Brimmer）
        - Bay Rayton（1701, Counsellor）
          - Chestnut Layton（1707, Makeless）
            - Greyhound Mare（1720, Greyhound）
              - Partner Mare（1730, Partner） -- F-No.4-o
                - Steady Mare（1743, Steady）
                  - Regulus Mare（1756, Regulus）
                    - Snap Mare（1764, Snap）
                      - Otheothea（1772, Otho）
                        - Highflyer Mare（1793, Highflyer）
                          - Trumpator Mare（1801, Trumpator） -- F-No.4-p

        - Brown Farewell（1710, Makeless）
          - Greyhound Mare（1722, Greyhound）
            - Bay Bloody Buttocks（1729, Bloody Buttocks） -- F-No.4-b
              - Spinster（1735, Partner）
                - Spinster（1743, Crab）
                  - Janus Mare（1751, Janus）
                    - Skim Mare（1758, Skim）
                      - Expectation（1779, Herod）
                        - Anticipation（1802, Beningbrough）
                          - Maniac（1806, Shuttle） -- F-No.4-c
                            - Lunatic（1818, Prime Minister）
                              - Moonbeam（1838, Tomboy）
                                - Manganese（1853, Birdcatcher） -- F-No.4-d

                          - Cervantes Mare（1818, Cervantes）
                            - Rebecca（1831, Lottery）
                              - Alice Hawthorn（1838, Muley Moloch） -- F-No.4-f
                                - Lady Hawthorn（1854, Windhound）
                                  - Lady Alice Hawthorn（1859, Newminster） -- F-No.4-i
                                    - Lady Lumley（1875, See Saw） -- F-No.4-j

                                  - Poinsettia（1866, Young Melbourne） -- F-No.4-h
                                  - Queen of the May（1868, King of Trumps） -- F-No.4-g

                                - Sweet Hawthorn（1858, Sweetmeat） -- F-No.4-k

                              - Fair Helen（1843, Pantaloon） -- F-No.4-e

                - Golden Grove（1760, Blank） -- F-No.4-l
                  - Herod Mare（1779, Herod）
                    - Turf Mare（1783, Turf）
                      - Dungannon Mare（1789, Dungannon）
                        - Princess（1796, Sir Peter Teazle）
                          - Pythoness（1813, Sorcerer）
                            - Bobadilla（1825, Bobadil）
                              - Myrtle（1834, Mameluke）
                                - Magnolia（1841, Glencoe） -- F-No.4-m

                    - Volunteer Mare（1793, Volunteer）
                      - Sir Harry Mare（1803, Sir Harry）
                        - Medora（1811, Selim）
                          - Pucelle（1821, Muley）
                            - Virginia（1835, Rowton）
                              - Sacrifice（1847, Voltaire）
                                - Alcestis（1860, Touchstone）
                                  - Devotion（1869, Stockwell）
                                    - St. Marguerite（1879, Hermit） -- F-No.4-n

            - Partner Mare（1740, Partner）
              - Starling Mare（1746, Starling）
                - Second Mare（1755, Second）
                  - Cub Mare（1762, Cub） -- F-No.4-r

          - Partner Mare（1732, Partner）
            - Cade Mare（Cade）
              - Titania（1760, Shakespeare） -- F-No.4-a